# Václav Neumann
Václav Neumann (Praga, 29 settembre 1920 – Praga, 2 settembre 1995) è stato un direttore d'orchestra e violista ceco.
Nato a Praga dove ha studiato presso il Conservatorio della sua città, con Josef Míčka (violino) e con Pavel Dědeček e Metod Doležil (conduzione).
A lui si deve soprattutto la formazione del famoso "Quartetto Smetana" (Smetanovo Kvarteto) insieme con i violinisti Jaroslav Rybenský e Lubomír Kostecký e con il violoncellista Antonín Kohout.
Egli aveva convinto i suoi colleghi a presentarsi in pubblico, dopo il primo concerto del 6 novembre 1945 a Praga, eseguendo ogni programma completamente a memoria.
La sua presenza in seno al Quartetto è durata soltanto due anni, passando infatti stabilmente alla Direzione d'Orchestra, con cui ha riscosso notevoli successi in patria e all'estero.
Nel 1956 divenne direttore della Komische Oper di Berlino, incarico che lasciò nel 1964.
Lasciò per diventare direttore dell'orchestra della Gewandhaus di Lipsia. Vi rimase fino al 1968 quando divenne Direttore principale della Filarmonica Ceca, incarico che ha ricoperto fino al 1990.
Neumann ha anche insegnato direzione d'orchestra all'Accademia musicale di Praga; suoi allievi sono stati Oliver von Dohnányi e Vítězslav Podrazil.
È stato particolarmente apprezzato come interprete della musica ceca; fece la sua prima registrazione in studio con l'opera di Leoš Janáček Le escursioni di Mr. Broucek nel 1962, cui seguirono, sempre di Janáček, La piccola volpe astuta e Da una casa di morti. L'opera Rusalka di Dvořák, eseguita a Vienna nel 1987 è testimoniata da una registrazione, rimane un riferimento assoluto per questa partitura.
Altrettanto importanti sono le sue esecuzioni mahleriane con la Filarmonica Ceca e con la Gewandhaus di Lipsia, nonché il suo Má vlast di Smetana.

## Onorificenze
- Titolo di artista nazionale (1977)